# Relations entre Haïti et l'Inde
Les relations entre Haïti et l'Inde font référence aux relations internationales entre la république d'Haïti et la république de l'Inde. L’ambassade de l’Inde à La Havane (Cuba) est également accréditée en Haïti. 

## Histoire
Avant l’établissement de relations diplomatiques entre les deux pays, l’Inde avait envoyé 140 soldats de la force de police de la réserve centrale dans la Mission des Nations Unies en Haïti en août 1995. Le contingent indien avait pour mission d'assurer la protection de la police et de maintenir la loi et l'ordre dans le pays. Il a servi jusqu'à la fin de la mission en juin 1996. Les relations diplomatiques entre Haïti et l'Inde ont été établies le 27 septembre 1996. Le Haut-commissariat de l'Inde à Kingston, en Jamaïque, avait été simultanément accrédité en Haïti jusqu'à la fin de 2003, puis transféré à l'ambassade de l'Inde à La Havane. Haïti a nommé un consul général à New Delhi en octobre 2014. Haïti et l'Inde ont signé un protocole d'accord convenant de tenir des consultations régulières avec le ministère des Affaires étrangères le 31 mai 2001. 
L'Inde a envoyé 141 membres de la Force centrale de sécurité industrielle (CISF) au service de la Mission des Nations Unies pour la stabilisation en Haïti (MINUSTAH) en octobre 2008. Un contingent de membres du groupe Assam Rifles a rejoint la mission en mars 2010, la première fois qu’Assam Rifles participait à une mission de l’ONU,. Un contingent des forces de sécurité des frontières (BSF) a été envoyé en Haïti en novembre 2010. Deux unités d'environ 150 personnes chacune étaient stationnées à Port-au-Prince, tandis que l'unité restante était stationnée à Hinche. Le 13 avril 2017, le Conseil de sécurité des Nations unies a voté à l'unanimité de retirer d'Haïti les troupes de maintien de la paix des Nations unies avant le 15 octobre 2017. Le Conseil de sécurité a également décidé de créer une nouvelle mission d'appui dénommée Mission des Nations Unies pour l'appui de la justice en Haïti (MINUJUSTH). Deux unités indiennes ayant servi à la MINUSTAH resteront en Haïti pour servir à MINUJUSTH, tandis que l’autre unité retournera en Inde. En février 2017, l'Inde comptait 452 membres dans la MINUSTAH ,.

## Visites de haut niveau
La ministre de l'Économie et des Finances, Carmelle Jean Marie, s'est rendue en Inde du 14 au 17 octobre 2014. Elle a participé au conclave FICCI-LAC et a également rencontré la ministre d'État du Commerce et de l'Industrie, Nirmala Sitharaman. La ministre de la Santé, Marie L. Florence Duperwal, s'est rendue à Delhi du 25 au 29 août 2015. Elle a assisté au 3e Sommet mondial sur l'appel à l'action et a également rencontré la ministre de la Santé et du Bien-être familial, Maneka Gandhi, pour solliciter l'aide de l'Inde pour le secteur de la santé en Haïti.

## Commerce
Les échanges bilatéraux entre Haïti et l'Inde ont totalisé 87,02 millions de dollars américains en 2014-15, enregistrant une croissance de 45 % par rapport à l'exercice précédent. L'Inde a exporté vers Haïti des marchandises d'une valeur de 85,45 millions de dollars et importé pour 1,57 million de dollars. Les principaux produits exportés par l'Inde vers Haïti sont les produits pharmaceutiques, les produits textiles, les produits en caoutchouc, les cosmétiques, les produits en plastique et en linoléum. Les principaux produits importés d'Haïti par l'Inde sont les cosmétiques, le fer et l'acier et l'aluminium. 
L'Inde fournit à Haïti un accès unilatéral au marché à tarif préférentiel (DTFP) pour les exportations de biens et de services. 
Le constructeur automobile indien Mahindra exploite des concessions en Haïti. Son concessionnaire à Port-au-Prince a été endommagé par le séisme en janvier 2010. Mahindra a fait don de deux camions et de deux tracteurs au gouvernement haïtien pour les secours. Une entreprise basée à Puducherry a expédié des poêles à charbon efficaces de Chennai vers Port-au-Prince en 2013.

## Aide étrangère
Un projet de gestion des déchets solides financé par l'Initiative trilatérale Inde-Brésil-Afrique du Sud (IBSA) a été inauguré à Haïti en décembre 2007. L’ISBA consacre également 2 millions de dollars à la construction de centres de santé communautaires en Haïti. En novembre 2007, l’Inde a fait un don de médicaments d’une valeur de 50 000 dollars pour l’aide aux sinistrés après le passage de l’ouragan Noel. L' Inde a fait don de 10 millions ₹  (équivalent de 21 millions ou  300 000 dollars en 2018)  en octobre 2008 au titre des secours en cas de catastrophe après les ouragans Fay, Hanna, Gustav et Ike, ainsi que 5 millions USD supplémentaires pour l'assistance humanitaire en janvier 2010. Une aide d'urgence de 500 000 dollars des États-Unis a été fournie chaque année en 2009, 2010 et 2011. 
À la suite du séisme survenu en Haïti le 12 janvier 2010, le ministre indien des Sciences et de la Technologie, Shashi Tharoor, a interrompu sa visite en Afrique du Sud et s'est rendu à Port-au-Prince le 23 janvier. Il a rencontré le président haïtien, René Préval, qui a demandé à l'Inde d'aider à la construction d'unités d'habitation dans le pays. Tharoor a annoncé que l’Inde consacrerait 5 millions de dollars à la construction d’un quartier de 300 habitations à environ 10 km au nord-est de Port-au-Prince qui devrait s'appeler village Mahatma Gandhi,,. Au cours de la visite, la communauté indienne en Haïti a demandé à Tharoor de fournir une contribution ainsi que des billets d'avion pour l'Inde. Cependant, le gouvernement indien n'a offert que le rapatriement. Une collecte de fonds pour Haïti a été organisée à Mumbai par des célébrités de Bollywood, des hommes d'affaires indiens, des sportifs entre autres, le 21 mars 2010. L'événement a soulevé ₹ 2 crore (équivalent à 190 000 dollars américains en 2018). 
En janvier 2017, l'Inde est devenue le quatrième pays à verser une contribution au Fonds d'affectation spéciale multipartite des Nations unies pour la lutte contre le choléra en Haïti, qui vise à contrôler l'épidémie de choléra en Haïti,. Outre l'aide du gouvernement indien, plusieurs ONG indiennes sont également actives en Haïti. Unique Service Trust a adopté un village en Haïti. 
Les citoyens d'Haïti sont éligibles à des bourses dans le cadre du programme indien de coopération technique et économique . Les diplomates haïtiens ont suivi le cours professionnel pour diplomates étrangers (PCFD) organisé par l'Institut du service extérieur du ministère des Affaires étrangères. Des femmes haïtiennes illettrées des zones rurales ont suivi des cours d'électrification rurale solaire et de récupération de l'eau de pluie sur les toits, parrainés par le gouvernement indien, au Barefoot College de Tilonia, Rajasthan  ,.

## Indiens en Haïti
Les Indo-Haïtiens sont des Haïtiens d'origine indienne qui ont immigré ou sont nés en Haïti. En 2011, il y avait environ 400 Indo-Haïtiens dans le pays. 
En février 2016, environ 70 à 80 citoyens indiens et personnes d'origine indienne résidaient en Haïti, dont la majorité étaient des citoyens indiens. La plupart des membres de la communauté sont des professionnels tels que médecins, ingénieurs et techniciens, tandis que d'autres sont impliqués dans des entreprises privées telles que le négoce de ferraille. Environ 15 à 20 Indiens sont des religieuses missionnaires et quelques-uns sont des prêtres. 
Un contingent d'environ 500 membres du personnel de la défense indienne a été affecté à la MINUSTAH depuis 2008 . Les citoyens indiens vivant en Haïti ont créé une association indienne en juillet 2012. Il y a 56 membres inscrits et chacun participe activement à toutes les activités culturelles et caritatives organisées par l'association.